# Purple Disco Machine
Purple Disco Machine, pseudonimo di Tino Piontek (Dresda, 12 febbraio 1980), è un disc jockey, musicista e produttore discografico tedesco.
Ha raggiunto il successo nel 2020 grazie al singolo Hypnotized prodotto in collaborazione con il gruppo Sophie and the Giants e divenuto uno dei tormentoni dell'estate internazionali. Nel corso della sua carriera ha prodotto i remix di numerosi brani, tra cui di Don't Start Now di Dua Lipa, Magic di Kylie Minogue, Rain on Me di Lady Gaga e Ariana Grande e di About Damn Time di Lizzo; quest'ultimo riconosciuto ai Grammy Awards 2023 come miglior remix non classico.

## Biografia
Nato a Dresda il 12 febbraio 1980, fu cittadino della Repubblica Democratica Tedesca fino alla riunificazione della Germania, avvenuta quando aveva dieci anni. Furono i suoi genitori a trasmettergli la passione per la musica, particolarmente il padre, che collezionava vinili e viaggiava spesso in Cecoslovacchia e Ungheria per comprare sul mercato nero dischi di artisti come Queen o Genesis, all’epoca censurati dal governo. Tino si appassiona particolarmente a Phil Collins, sia da solista che coi Genesis, e il primo concerto a cui assiste è proprio del musicista inglese. Allo stesso tempo, si appassiona di musica italo disco, meno soggetta a censure per via dei contenuti principalmente apolitici dei testi e più facilmente reperibile; inoltre, durante l'adolescenza trascorre spesso le vacanze estive in Italia, venendo ulteriormente a contatto con la musica del Belpaese.
A sedici anni inizia a comporre con Fruity Loops (prima di passare a Cubase, che usa a tutt’oggi) e alcuni campionatori della Korg, trovando tuttavia difficoltà nel comporre, non avendo una particolare formazione musicale. Decide comunque di continuare su questa strada, particolarmente ispirato dall’album Homework dei Daft Punk, lavorando allo stesso tempo come cuoco e mettendo da parte soldi per comprare nuova attrezzatura.
Dopo aver iniziato a frequentare la scena dei night club di Dresda, assistendo a esibizioni dei suoi idoli Carl Cox e Sven Väth, inizia ad aprire serate per DJ più affermati nel 2003 e negli anni successivi compone musica per produzioni televisive.
Nel 2009 inizia ad usare lo pseudonimo Purple Disco Machine, che mette insieme il titolo di Purple Rain, celebre brano di Prince (suo artista preferito), il suo genere musicale preferito (la disco) e il nome della band americana Miami Sound Machine. Il singolo My House riscuote un certo successo in Germania nel 2013, tuttavia il suo primo album, Soulmatic, viene pubblicato solo nel 2017, dopo tre anni di lavoro.
La svolta per Piontek arriva nel 2020, quando la casa discografica gli propone una lista di artisti con cui collaborare. Contatta quindi i Sophie and the Giants, la cui cantante Sophie Scott incide le parti cantate di Hypnotized. Il singolo e il relativo video vengono realizzati a distanza a causa della pandemia di COVID-19. Il DJ e la cantante si conoscono di persona solamente il settembre successivo, all'evento Power Hits Estate 2020 organizzato a Verona da RTL 102.5, in occasione del quale ricevono anche il disco di platino, poi bissato in ottobre e triplicato a gennaio 2021.
Il 19 febbraio 2021 pubblica Fireworks, realizzato in collaborazione con Moss Kena e The Knocks, anch'esso registrato a distanza e che in Italia riceve il disco di platino e diventa la canzone più trasmessa dalle radio nel 2021, ripetendo il successo di Hypnotized e lanciando, insieme al nuovo singolo Dopamine pubblicato in agosto, l'album Exotica, uscito il 15 ottobre.
Nel 2022, oltre a produrre i singoli Twisted Mind e Wake Up! in collaborazione rispettivamente con Agnes e Bosq, firma una nuova collaborazione con Sophie and the Giants pubblicando il singolo In the Dark il 21 gennaio, collaborazione ulteriormente rafforzata con l'uscita a giugno 2023 del singolo Paradise. Sempre nel 2023 produce insieme a Kungs il singolo Substitution, per poi collaborare con Duke Dumont e il gruppo Nothing but Thieves nel singolo Something on My Mind. Il 26 gennaio 2024 pubblica il singolo Beat Of Your Heart con la cantante islandese ÁSDÍS mentre il 3 maggio viene rilasciato Honey boy in collaborazione con Benjamin Ingrosso, Nile Rodgers e Shenseea.
Il 20 settembre 2024 pubblica il suo terzo album, intitolato a sua volta Paradise.

## Discografia

### Album in studio
- 2017 – Soulmatic
- 2021 – Exotica
- 2024 – Paradise

### Album di remix
- 2021 – Club Exotica
- 2024 – Club Paradise

### Raccolte
- 2021 – Discotheque